# Unione Sportiva Palmese
La Unione Sportiva Palmese es un club de fútbol de Italia, con sede en Palmi, en Calabria. Fue fundado en 1912 y compite en la Eccellenza Calabria, quinta categoría del fútbol italiano.

## Historia
La compañía, cuyos colores son negro y verde, es uno de los equipos más antiguos en el paisaje del fútbol de Calabria, y en el pasado también ha jugado en los precursores campeonatos de Lega Pro de hoy, perdiendo en 1935 con el Taranto y la Andrea Doria final para el acceso a la Serie B. A continuación, la Palmese estaba inscrito en el profesional de 3 ligas Serie C.
En aquellos años, y después de la Segunda Guerra Mundial, el Palmese enfrentó en partidos oficiales de la temporada formaciones blasonadas del Sur de Italia que compitieron en otras ocasiones en la Serie A, como Bari, Reggina, Catania, Salernitana, Mesina, Lecce y Catanzaro. Además, en 1934, Palmese ha jugado en Palmi dos amistosos ante el Roma y Fiorentina.
El club también ha participado en la Copa de Italia 1938-1939.

## Palmarés

### Torneos interregionales
- Prima Divisione (1): 1934-35
- Promozione (1): 1950-51

### Torneos regionales
- Eccellenza Calabria (1): 2014-15
- Prima Divisione Calabria (2): 1937-38, 1947-48
- Seconda Divisione Calabria (1): 1932-33
- Promozione Calabria (2): 1970-71, 1981-82
- Prima Categoria Calabria (2): 1964-65, 1966-67
- Copa Italia de Aficionados Calabria (1): 1997-98
- Supercopa Calabria (2): 2008, 2015